# Obersalzberg

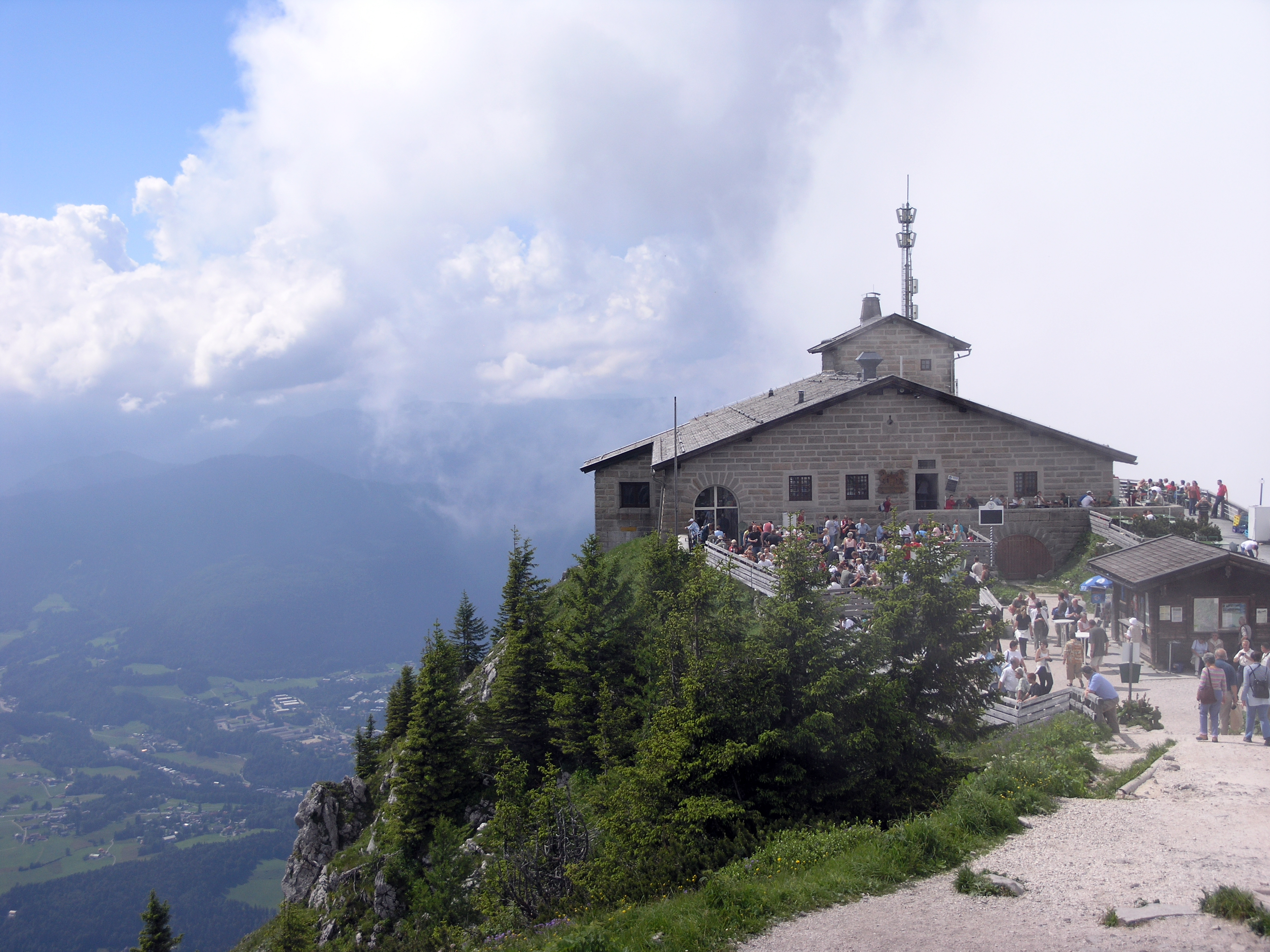
La Kehlsteinhaus.

Obersalzberg es una zona montañosa en Baviera (Alemania), situada al este del pueblo de Berchtesgaden y al norte del macizo de Kehlstein. El lugar es especialmente conocido por ser la localización de la residencia de montaña de Adolf Hitler, el Berghof, así como de otros jerarcas nazis. 

## Historia
En el siglo XIX los alemanes comenzaron a acudir a la zona durante sus vacaciones. El lugar disponía de paisajes muy hermosos y las vistas eran magníficas. Adolf Hitler visitó por primera vez Obersalzberg en 1923 y quedó tan encantado con el lugar que en 1928 alquiló la Haus Wachenfeld (Berghof). En 1933 adquirió la propiedad de Berghof y comenzó a realizar proyectos de reconstrucción y ampliación. Otros líderes nacionalsocialistas como Hermann Göring y Martin Bormann también adquirieron propiedades en la zona y en los años 1935-1936 todos los residentes de Obersalzberg habían vendido sus propiedades o habían sido expulsados de la zona, que fue cerrada al uso público como el llamado Führersperrgebiet. En la zona también se construyeron instalaciones militares para la seguridad de los residentes y diversos servicios, hoteles, búnkeres subterráneos y refugios antiaéreos. Adolf Hitler y su amante Eva Braun pasaron mucho tiempo en Obersalzberg durante la década de 1930. La última visita conocida de Hitler fue en julio de 1944.
La Royal Air Force bombardeó la zona el 25 de abril de 1945, aunque pocos edificios de Obersalzberg resultaron dañados. Desde el fin de la Segunda Guerra Mundial el gobierno de Baviera paulatinamente ha destruido o enterrado casi todas las estructuras del Berghof, para evitar que se conviertan en un santuario de peregrinación para neonazis. El Hotel Platterhof sobrevivió a la guerra y fue reconstruido por el ejército de los Estados Unidos para utilizarlo como centro recreativo. El nuevo Hotel General Walker siguió siendo propiedad de los estadounidenses hasta su retirada en 1996, fue demolido en el año 2000.
En 1999, se abrió en la zona el Dokumentation Obersalzberg, un museo destinado a proporcionar información histórica sobre el lugar así como del régimen nazi.
Aunque existe un acuerdo tácito de que el Berghof y otros edificios nazis deben ser destruidos, la decisión, en 2005, de construir el hotel de cinco estrellas InterContinental Resort Berchtesgaden en un lugar con una historia tan polémica generó cierta controversia.
Actualmente existe una parada de autobús que transporta a los turistas a la cercana Kehlsteinhaus, también conocida como el Nido del Águila.

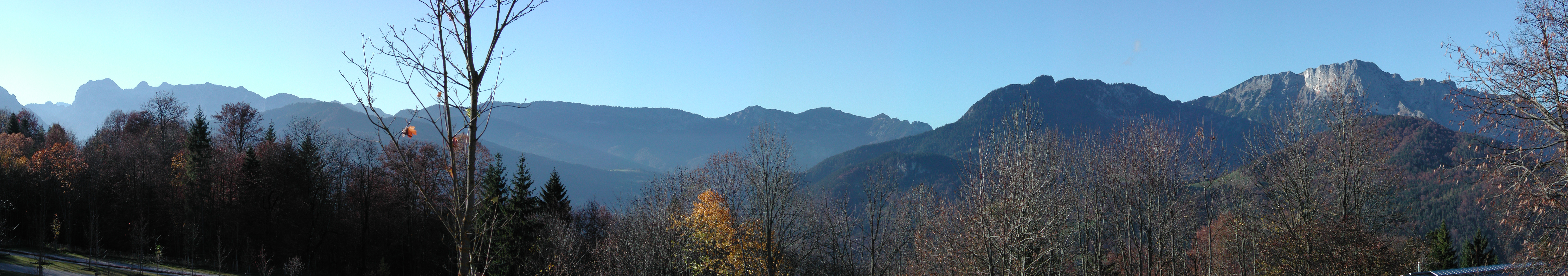
Panorámica desde Obersalzberg.

## Edificios en Obersalzberg

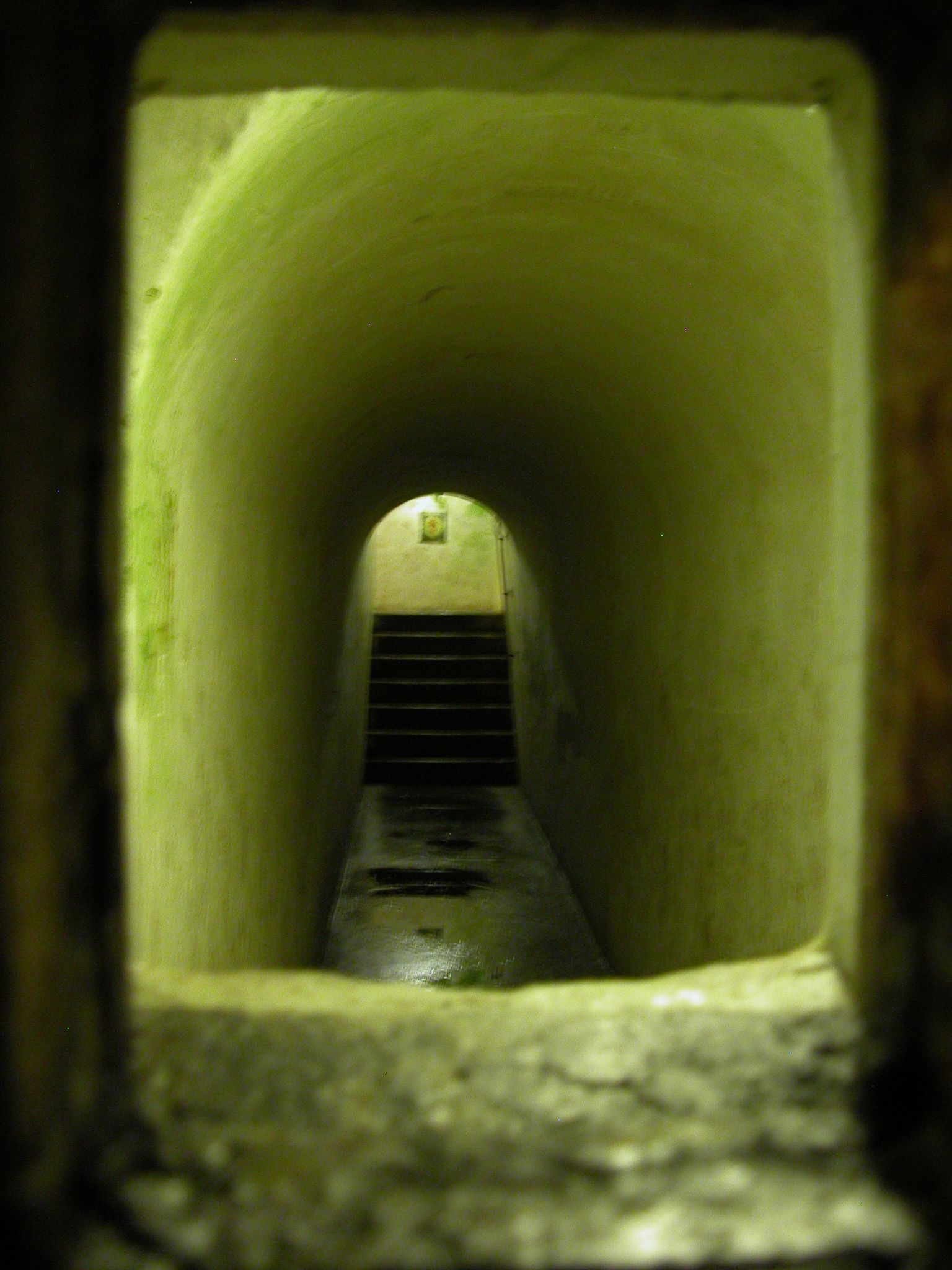
Bunker de Obersalzberg.

### Hotel zum Türken
Construido a finales del siglo XVII-inicios del XVIII por un militar que volvió de la guerra contra los turcos, la llamada Türkenhäusl (Pequeña Casa Turca) fue adquirida en 1911 por un mesonero local que lo convirtió en hotel. Por él pasaron personalidades como Johannes Brahms o el príncipe-regente Luitpold. En 1933, su dueño se vio obligado a vender la propiedad a las autoridades nazis. Desde entonces fue usado como residencia para la guardia personal de Hitler, las SS, además de como centralita telefónica. Dañado en 1945, fue reconstruido años más tarde y en la actualidad es uno de los pocos edificios que aún se conservan en la zona.

### Hotel Platterhof
Antiguo caserón, fue adquirido en 1877 por Mauritia "Moritz" Mayer, quien lo reconvirtió en un hotel de montaña llamado "Pension Moritz", tras su muerte se le cambió el nombre a Platterhof. En los años treinta, por orden de Bormann, el hotel fue remodelado para servir a la gente común que venía a disfrutar de las mismas vistas que el Führer. Sin embargo, en la práctica, a causa de las estrictas medidas de seguridad que rodeaban Obersalzberg, el lujoso Platterhof fue usado exclusivamente por la élite nazi y visitantes importantes. En 1943 fue transformado en un hospital de guerra, dos años después sufrió extensos daños durante los bombardeos. Reconstruido en la década siguiente, el renombrado Hotel General Walker alojó a las tropas americanas hasta 1995, fue demolido en el 2000.

### Kampfhäusl
La Kampfhäusl (Casita de la Lucha) era una pequeña cabaña de madera cercana al Platterhof. En 1925, después de su internamiento en la prisión de Landsberg, Hitler se retiró a Obersalzberg y alquiló la cabaña, en ella escribió la segunda parte de su libro Mein Kampf. En los años 30, la pequeña edificación se convirtió en una especie de santuario de la ideología nazi. Fue completamente demolida en 1951, solo quedando en pie los cimientos de piedra.
- Berghof (residencia privada de Adolf Hitler)
- Gastehaus Höher Göll
- Gutshof
- Kampfhausl
- Kehlsteinhaus (el «Nido del Águila»)
- Mooslahnerkopf Teehaus
- Residencias de Bormann, Göring y Speer